# Bundesstraße 306
Die Bundesstraße 306 (Abkürzung: B 306) ist eine 17 km lange deutsche Bundesstraße in Bayern, die von Traunstein nach Inzell führt. Sie ist Teil der Deutschen Ferienroute Alpen-Ostsee.
Die B 306 verbindet die Bundesstraßen 304 sowie 305 und unterquert bei Siegsdorf die A 8, wo man außerdem Richtung Ruhpolding abbiegen kann.